# Шапкилей
Шапкилей (горномар. Шапкилä — осинник) — деревня в Горномарийском районе Марий Эл Российской Федерации. Входит в состав Виловатовского сельского поселения.
Численность населения — 87 чел. (2010 год).

## География
Располагается на высоком косогоре, в 6 км от административного центра сельского поселения — села Виловатово.

## История
Впервые упоминается как «выселок Ешкотов» в 1795 году. Деревня относилась вначале к церковному приходу с. Малый Сундырь, с 1875 года — к Никольскому приходу с. Виловатово, с 1916 года — к приходу с. Паратмары. В 1930 году в д. Шапкилей был организован колхоз «Борец».

## Население
| 2002 | 2010 |
| ---- | ---- |
| 112  | ↘87  |

## Известные уроженцы
Соснов Александр Яковлевич (1949—2021) — советский и российский деятель культуры, композитор, педагог. Преподаватель, директор детской музыкальной школы с. Виловатово Горномарийского района Марийской АССР (1970—1987). Заслуженный работник культуры Российской Федерации (2001).